# Johann Ludwig Coste
Johann Ludwig Coste, auch Jean Louis Coste (* 8. April 1809 in Groß Machnow; † 22. Dezember 1886 in Brusenfelde) war Gutsbesitzer, preußischer Landrat und Provinziallandtagsabgeordneter in Pommern.

## Leben
Johann Ludwig Coste war der Sohn des Jean Siméon Coste, Erbauer des Gutshauses Groß Machnow bei Berlin, und der Friederike Wilhelmine Hagemeyer. Am 2. Juli 1830 heiratete er in Brusenfelde in Hinterpommern Emilie Cranz (* 16. April 1806 in Erlangen; † 17. November 1835 in Brusenfelde). Im selben Jahr übernahm er von seinem Schwiegervater, dem Ökonomie-Commissarius Dr. Carl Cranz, die Bewirtschaftung des Gutes Brusenfelde. Nach dem Tod des Schwiegervaters 1835 und wenig später seiner Frau gelangte er durch Erbschaft in den Besitz des Gutes. 1836 heiratete er Fanny Röhling, die Tochter eines Berliner Kaufmanns.
Johann Ludwig Coste wurde 1855 Kreisdeputierter. 1841 wurde er zum Stellvertreter für den Abgeordneten Karl von Steinaecker und 1851 selbst zum Abgeordneten zum Provinziallandtag der Provinz Pommern gewählt. 1862 wurde er Landschaftsrat der Pommerschen Landschaft. 1866 wurde er Landrat des Kreises Greifenhagen. Er ging 1883 in den Ruhestand und wurde mit dem Kronenorden 2. Klasse ausgezeichnet.